# Asesinato de Tiahleigh Palmer
Tiahleigh Alyssa Rose Palmer (a veces conocida como Tia o Tiah) era una niña australiana de 12 años que vivía en Logan City, Queensland. Fue asesinada el 30 de octubre de 2015.  Sus restos fueron encontrados seis días después y su padre adoptivo, Rick Thorburn, fue acusado el 20 de septiembre de 2016 de su asesinato. Thorburn se declaró culpable del asesinato ante el Tribunal Supremo de Queensland el 25 de mayo de 2018.

## Desaparición y muerte
El padre adoptivo de Palmer dijo que la llevó a La Escuela Secundaria Marsden State el 30 de octubre de 2015. Ella no asistió a ninguna clase y no fue vista durante el resto del día. El 5 de noviembre, la policía publicó fotografías y pidió al público información sobre su paradero en una conferencia de prensa. Más tarde ese día, se encontraron los restos de una mujer de entre 12 y 18 años en la orilla del río Pimpama y, el 6 de noviembre, fueron identificados oficialmente como los de Palmer. Luego, la policía comenzó una búsqueda de su mochila y uniforme escolar.El 7 de noviembre se celebró una vigilia en Logan y, el 14 de noviembre, se celebró su funeral al que asistieron más de 600 personas.
El 4 de diciembre de 2015, se encontró un zapato que se cree que era de Palmer cerca de donde se descubrió su cuerpo. La policía llevó a cabo numerosas entrevistas, registró la zona alrededor del río Pimpama y examinó forensemente varias casas y vehículos. La investigación no logró encontrar la mochila ni el uniforme escolar desaparecidos.La policía llevó a cabo numerosas entrevistas, registró la zona alrededor del río Pimpama y examinó forensemente varias casas y vehículos. La investigación no logró encontrar la mochila ni el uniforme escolar desaparecidos. 

## Procedimientos criminales
El padre adoptivo de Palmer, Rick Thorburn, fue una persona de interés para la policía desde los primeros días de la investigación. Los Thorburn no criaron más niños después de la desaparición de Palmer, pero continuaron administrando un servicio de guardería desde su casa hasta abril de 2016, cuando la policía informó a los departamentos de educación y seguridad infantil del estado que Rick Thorburn enfrentaba nueve cargos graves no relacionados con Palmer y la familia. Se revocó la aprobación de la guardería y se suspendió su aprobación para el cuidado de crianza.
En septiembre de 2016, la policía confiscó un automóvil que anteriormente era propiedad de Rick Thorburn para realizar un examen forense y, el 20 de septiembre de 2016, los padres adoptivos de Palmer y sus dos hijos fueron puestos bajo custodia policial para ser interrogados. Rick Thorburn fue acusado del asesinato de Palmer y de interferir con un cadáver. Se desplomó poco después de su arresto y posteriormente fue puesto en coma inducido durante varios días, faltando a una comparecencia ante el tribunal programada para el día siguiente. La policía sospecha que tomó pastillas justo antes o después de su arresto, en un intento de suicidio.
El hermano adoptivo de Palmer, Trent, de 19 años, fue acusado de dos cargos de perjurio y un cargo cada uno de intento de pervertir el curso de la justicia e incesto, y se le negó la libertad bajo fianza. Su madre adoptiva, Julene, y su hermano adoptivo mayor, Joshua, fueron acusados de perjurio e intento de pervertir el curso de la justicia y quedaron en libertad bajo fianza.
La abuela de Palmer les dijo a los periodistas que, meses antes de morir, Palmer había rechazado la opción de mudarse con su madre porque estaba enamorada de Trent y porque amaba los caballos en la propiedad de Thorburn. En una audiencia judicial el 21 de septiembre de 2016, los fiscales dijeron que, dos días antes de su muerte, Trent le confesó a una prima que había tenido relaciones sexuales con Palmer el lunes anterior y que ella se lo había contado a su madre. El tribunal también escuchó que, poco antes de su muerte, Palmer le había dicho a una amiga que Trent tendría relaciones sexuales con ella cuando sus padres estuvieran fuera, y ella le había contado a su madre adoptiva sobre el abuso.
El 23 de septiembre de 2016, los investigadores comenzaron a excavar la propiedad rural de los Thorburn en busca de pruebas.  Rick Thorburn no dijo nada a los investigadores, pero Julene y Joshua hicieron declaraciones a la policía. El 10 de octubre, el abogado de Julene y Joshua dijeron ante el tribunal que se declararían culpables de todos los cargos y habían aceptado ser testigos de la acusación.
En julio de 2017, Joshua Thorburn fue sentenciado a tres meses de cárcel por mentir a la policía y ocultar información sobre la muerte de Palmer. Trent Thorburn fue condenado a cuatro años de cárcel por incesto, perjurio e intento de pervertir el curso de la justicia en septiembre de 2017 y puesto en libertad el 19 de enero de 2018 tras pasar 16 meses bajo custodia. En noviembre de 2017, Julene Thorburn fue sentenciada a 18 meses de cárcel por perjurio e intento de pervertir el curso de la justicia.
En marzo de 2018 se informó que Rick Thorburn tenía la intención de declararse culpable del asesinato de Palmer, y lo hizo formalmente ante la Corte Suprema el 25 de mayo de 2018. Luego fue condenado a cadena perpetua sin libertad condicional por un período de 20 años. En junio de 2021 se llevó a cabo una investigación forense sobre la causa específica de la muerte de Palmer, en la que Thorburn declaró que "cree" que "debe haberla asfixiado accidentalmente". y lo hizo formalmente ante la Corte Suprema el 25 de mayo de 2018.En junio de 2021 se llevó a cabo una investigación forense sobre la causa específica de la muerte de Palmer, en la que Thorburn declaró que "cree" que "debe haberla asfixiado accidentalmente". 